# Iglesia de Santiago (Urbina de Basabe)
La iglesia de Santiago es un edificio situado en la localidad española de Urbina de Basabe, en la provincia de Álava.

## Descripción
El edificio se encuentra en la localidad española de Urbina de Basabe, del municipio de Cuartango, perteneciente a la provincia de Álava, en la comunidad autónoma del País Vasco. Se menciona como iglesia parroquial del lugar en el decimoquinto volumen del Diccionario geográfico-estadístico-histórico de España y sus posesiones de Ultramar de Pascual Madoz, donde aparece descrita con las siguientes palabras: «igl. parr. (Santiago) servida por un beneficiado». En el tomo de la Geografía general del País Vasco-Navarro dedicado a Álava y escrito por Vicente Vera y López, se dice lo siguiente:

Su iglesia, dedicada á Santiago, guarda los restos de Martín Ortíz de Urbina, arcipreste de Cuartango, de la familia del célebre capitán Juan de Urbina, en un sepulcro en donde hay una magnífica estatua yacente. Fué Juan de Urbina hijo de este lugar, y se distinguió en las campañas de Italia, peleando á las órdenes del Gran Capitán. En la parte interior de la iglesia y formando ángulo con la puerta, hay una piedra blanca de próximamente un metro de altura con la siguiente inscripción romana: D(is) M(anibus) Aemilius Patern [us] Domitiae Primit[ivae] uxsori pientissim [ae] et sibi vivis posu [it]].
(Vera y López, 1915-1921, p. 430)